# Last-mile (telecommunicatie)
De last-mile of ook wel local loop is  het laatste stuk van een verbinding naar een eindpunt (klant) bij telecommunicatie.

## Fysieke varianten
De bekendste last-mile technieken zijn xDSL en kabelinternet, doch kan dit ook via een radioverbinding (wifi, wimax) of een glasvezel. In de gevallen van fysieke infrastructuur eindigt de last-mile aan de zijde van de klant of eindgebruiker doorgaans bij het IS/RA punt (Engels: demarcation point), het scheidingspunt tussen de infrastructuur van de eindgebruiker en de telecomleverancier.

## Bottleneckverschuiving
Als dit laatste stuk van de verbinding nog oude koperinfrastructuur is — bijvoorbeeld een conventionele telefonieaansluiting (PSTN) — bepaalt dat vaak de maximale bandbreedte die haalbaar is voor verbindingen die erover tot stand gebracht worden, en vormt dan de bottleneck. In deze gevallen is ook de daadwerkelijke afstand van de klant tot aan het eerste knooppunt (zoals een wijkcentrale) bepalend voor de hoogst haalbare snelheid.
Met de modernisering van infrastructuur, of door gebruik te maken van de coax-verbindingen van het kabeltelevisienetwerk, of zelfs van glasvezelverbindingen verschuift de bottleneck van de last-mile naar de knooppunten waar meerdere fysieke verbindingen van de verschillende eindgebruikers geaggregeerd worden en het totaal van al het dataverkeer meer kan zijn dan dat knooppunt kan verwerken, of meer is dan de bandbreedte waarmee dat knooppunt met de rest van het netwerk is verbonden.